# Benson (serie de televisión)
Benson es una sitcom estadounidense que se emitió originalmente en ABC desde el 13 de septiembre de 1979 hasta el 19 de abril de 1986. La serie está protagonizada por Robert Guillaume en el papel principal de Benson DuBois, el jefe de la casa del gobernador Eugene X. Gatling, interpretado por James Noble. El programa se centraba en los conflictos y relaciones dentro del hogar del gobernador, con Benson generalmente proporcionando la voz sarcástica de la razón. Inga Swenson, Missy Gold, Didi Conn, Ethan Phillips y René Auberjonois interpretaron roles de apoyo a largo plazo.
La serie fue un spin-off de Soap en la que el personaje Benson apareció por primera vez como el mayordomo afroamericano ingenioso pero sensato de la disfuncional familia Tate. Sin embargo, Benson evitó el formato de telenovela de su serie madre para adoptar una estructura de comedia más convencional, y el personaje principal eventualmente pasó de su puesto de servicio a un cargo como vicegobernador. La serie fue creada por Susan Harris y producida por Witt/Thomas/Harris Productions. En 1985, Guillaume ganó un Premio Emmy al Mejor Actor Principal en una Serie de Comedia por su papel en la serie.

## Argumento
Benson DuBois (Robert Guillaume) es contratado para ser el jefe de asuntos domésticos del viudo Gobernador Eugene X. Gatling (James Noble) y su hija Katie (Missy Gold). El Gobernador Gatling era primo de Jessica Tate (Katherine Helmond) de Soap.
Benson enfrenta dilemas domésticos e interactúa con la cocinera alemana Gretchen Wilomena Kraus (Inga Swenson) y John Taylor (David Hedison; luego Lewis J. Stadlen), quien ayuda al Gobernador Gatling como jefe de personal. Después de la primera temporada, John Taylor se va y el nuevo jefe de personal del gobernador es Clayton Endicott III (René Auberjonois).
El secretario de prensa del gobernador, Pete Downey (Ethan Phillips), es presentado en la segunda temporada, y la secretaria de Benson, Denise Stevens (Didi Conn), es presentada en la tercera temporada. Luego se casan, teniendo un hijo en la quinta temporada del programa. Ambos fueron luego escritos fuera del programa, con la razón dada de que Denise consiguió un trabajo en la NASA.
Benson asciende en la escala durante la serie, pasando de ser el jefe de asuntos domésticos a director del presupuesto estatal y finalmente es elevado al cargo de vicegobernador. Finalmente, Benson se postula para gobernador contra Gatling.

### Final de la serie
El Gobernador Gatling, limitado por mandato, se postula para la reelección como candidato independiente, con Benson asegurando la nominación del partido, preparando el escenario para que ambos se enfrenten en las elecciones generales.
Al final del último episodio de la serie, Benson y Gatling, quienes tenían relaciones tensas debido a la carrera, hacen las paces entre ellos y observan juntos en televisión los ajustados resultados de las elecciones generales. Cuando el locutor comienza a anunciar que finalmente se proyecta un ganador, el episodio termina con una imagen congelada de Benson y Gatling, dejando la serie con un cliffhanger sin resolver. Coincidentemente, la serie anterior de Guillaume (Soap, de la cual Benson se desprendió) también fue cancelada con cliffhangers sin resolver.
En 2007, Bob Fraser, productor ejecutivo de Benson, dijo que la temporada terminó con un cliffhanger a pedido de la cadena de televisión. El programa fue cancelado después de que el cliffhanger ya se había emitido. Fraser indicó que, si el programa hubiera sido renovado para otra temporada, Gatling habría ganado las elecciones y Benson se habría convertido en senador de los Estados Unidos.
Según Gary Brown, quien dirigió el final y otros 20 episodios de Benson, se filmaron tres resultados diferentes: con Benson ganando, Gatling ganando y un empate. La intención era decidir durante el receso de verano qué resultado utilizar. Brown también afirmó que, independientemente del resultado, la intención a largo plazo para la próxima temporada era que Benson se convirtiera en gobernador.

## Elenco y personajes

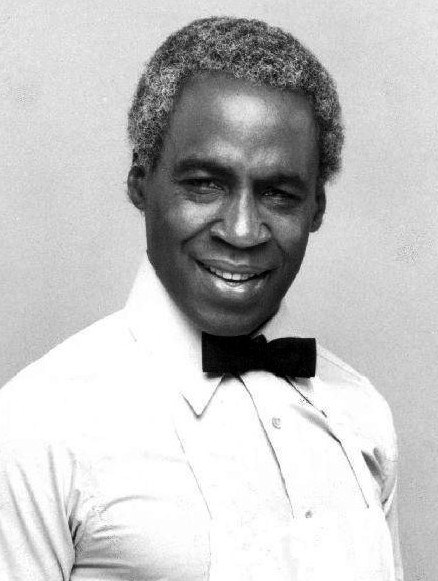
Robert Guillaume

### Principales
- Robert Guillaume como Benson DuBois, el personaje principal, contratado como jefe de asuntos domésticos para el Gobernador Gatling y su hija Katie. Ingenioso y rápido de pensamiento, Benson ha ayudado al gobernador en varios asuntos, sacándolo de situaciones políticas y públicas difíciles.
- James Noble como Eugene X. Gatling, el gobernador viudo y despistado (pero bien intencionado). Gatling tiene una predilección por contar historias extravagantes, lo cual Benson (y todos los demás en la casa) temen.
- Inga Swenson como Gretchen Kraus, la chef del gobernador. Una inmigrante alemana ferozmente orgullosa, a menudo está en desacuerdo con Benson e intercambia insultos con él. Un gag recurrente en la serie era cuando ella salía de la habitación, en voz baja, Benson lanzaba una última pulla hacia Kraus, a lo que ella gritaba desde fuera del escenario: "¡Te escu-u-u-cho-o-o!". A pesar de su rivalidad, Benson y Kraus se convierten en amigos cercanos. Más tarde, se convierte en la mayor partidaria de Benson cuando se postula para gobernador contra Gatling.
- Missy Gold como Katie Gatling, la hija preadolescente del gobernador.
- Lewis J. Stadlen como John Taylor, el jefe de personal del Gobernador Gatling (solo temporada 1), interpretado por David Hedison en el episodio piloto.
- Caroline McWilliams como Marcy Hill, la secretaria personal del gobernador (temporadas 1 y 2, primeros tres episodios de la temporada 3). Es la amiga más cercana de Benson en la mansión y a menudo confía en él. Frecuentemente desafortunada en el amor, Marcy eventualmente se casa y abandona el empleo del gobernador muy temprano en la temporada 3.
- Didi Conn como Denise Stevens, la dulce y alegremente ingenua sustituta de Marcy (desde la temporada 3, episodio 3 hasta la temporada 5, con apariciones especiales en la temporada 6).
- Ethan Phillips como Pete Downey, el frecuentemente nervioso secretario de prensa de Gatling (temporadas 2 a 5, con apariciones especiales en la temporada 6).
- René Auberjonois como Clayton Endicott III; reemplazó a Taylor como jefe de personal de Gatling a partir de la temporada 2. Clayton es muy snob y autoritario, incluso más que su predecesor, Taylor. También es un hipocondríaco.
- Billie Bird como Rose Cassidy; se convierte en la chef de Gatling a mitad de la temporada 6 cuando Kraus es ascendida a asistente administrativa de Benson.

### Recurrentes
- Jerry Seinfeld interpretó un pequeño papel como Frankie, un repartidor y comediante sin éxito, en tres episodios en 1980 (todos al principio de la temporada 2). Se le pidió que se fuera debido a diferencias creativas.[4]
- Ed Peck apareció en cuatro episodios en las temporadas 2-3, como el Capitán de Policía Dennis McDermott, investigando usualmente extraños, a veces serios, acontecimientos en la mansión del gobernador.
- Bob Fraser, quien fue escritor/productor en Benson durante toda su emisión, apareció ocasionalmente en las temporadas 5-7 como el Senador Leonard Tyler, un aliado a veces dúplice, a veces rival tanto de Benson como del Gobernador Gatling.
- Donna LaBrie interpretó a la Senadora Diane Hartford en cuatro episodios de la temporada 7. Se convirtió en la prometida de Benson.

## Episodios
| Estación | Episodios | Episodios | Emitido originalmente    | Emitido originalmente | Rango | Clasificación |
| Estación | Episodios | Episodios | Primera emisión          | Última emisión        | Rango | Clasificación |
| -------- | --------- | --------- | ------------------------ | --------------------- | ----- | ------------- |
| 1        | 24        | 24        | 13 de septiembre de 1979 | 8 de mayo de 1980     | 23    | 20.6          |
| 2        | 22        | 22        | 31 de octubre de 1980    | 22 de mayo de 1981    | —     | —             |
| 3        | 22        | 22        | 6 de noviembre de 1981   | 14 de mayo de 1982    | 63    | —             |
| 4        | 22        | 22        | 22 de octubre de 1982    | 31 de marzo de 1983   | 43    | —             |
| 5        | 22        | 22        | 16 de septiembre de 1983 | 4 de mayo de 1984     | 39    | 16.3          |
| 6        | 24        | 24        | 21 de septiembre de 1984 | 5 de abril de 1985    | 33    | 15.5          |
| 7        | 22        | 22        | 4 de octubre de 1985     | 19 de abril de 1986   | 74    | 10.0          |

## Historial de transmisiones
| Estación        | Franja horaria |
| --------------- | --- |
| 1 ( 1979-1980 ) | Jueves de 8:30 a 9:00 p. m., hora del Este, por ABC |
| 2 ( 1980-1981 ) | Viernes de 8:00 a 8:30 p. m., hora del Este, por ABC |
| 3 ( 1981-1982 ) | Viernes de 8:00 a 8:30 p. m., hora del Este, por ABC |
| 4 ( 1982-1983 ) | Viernes de 8:00 a 8:30 p. m. ET en ABC (22 de octubre de 1982 - 18 de marzo de 1983) Jueves de 8:00 a 8:30 p. m. ET en ABC (31 de marzo de 1983)                    |
| 5 ( 1983-1984 ) | Viernes de 8:00 a 8:30 p. m., hora del Este, por ABC |
| 6 ( 1984-1985 ) | Viernes de 8:00 a 8:30 p. m. ET en ABC (21 de septiembre de 1984 - 22 de febrero de 1985) Viernes de 9:00 a 9:30 p. m. ET en ABC (15 de marzo - 5 de abril de 1985) |
| 7 ( 1985-1986 ) | Viernes de 9:30 a 10:00 p. m. ET en ABC (4 de octubre de 1985 - 3 de enero de 1986) Sábados de 8:30 a 9:30 p. m. ET en ABC (18 de enero - 19 de abril de 1986)      |

## Home media
El 24 de julio de 2007, Sony Pictures Home Entertainment lanzó la temporada 1 de Benson en DVD en la Región 1.
El 3 de abril de 2012, Sony lanzó la temporada 2 en DVD.
El 27 de agosto de 2013, Mill Creek Entertainment anunció que había adquirido los derechos de varias series de televisión de la biblioteca de Sony Pictures, incluida Benson.  Reeditaron la primera y segunda temporada en DVD el 2 de septiembre de 2014.
| Nombre del DVD                | Episodio # | Fecha de lanzamiento |
| ----------------------------- | ---------- | -------------------- |
| La primera temporada completa | 24         | 24 de julio de 2007  |
| La segunda temporada completa | 22         | 3 de abril de 2012   |

## Configuración
Las tomas exteriores de la "mansión del gobernador" son en realidad de una casa privada ubicada en 1365 South Oakland Avenue en Pasadena, California.